# Giovanni de’ Bardi

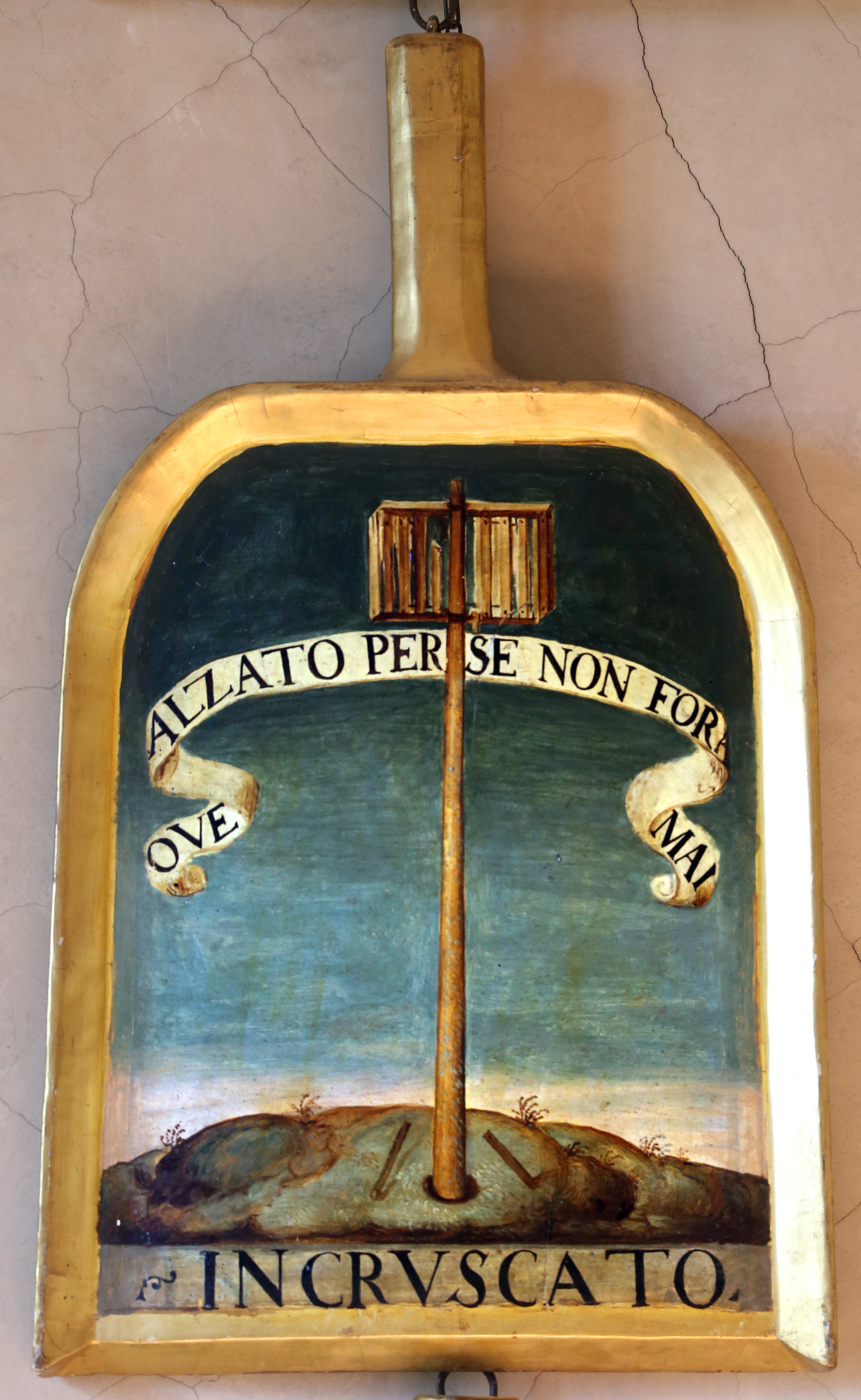
Giovanni de' Bardis Scheffel an der Accademia della Crusca

Giovanni Maria de’ Bardi, Conte di Vernio (* 5. Februar 1534 in Florenz; † 1612 in Rom) war ein italienischer Soldat, Komponist und Dichter. 

## Leben
Giovanni Bardi entstammt der florentinischen Bankiersfamilie Bardi. Von etwa 1575 bis zum Jahr 1592, in dem er von Florenz nach Rom zog, leitete er als Mäzen, Literat und Musiker den musikalisch-dichterischen Gelehrtenzirkel Florentiner Camerata, kurz „Camerata“. Jacopo Corsi (1561–1602) übernahm diese Funktion. De’ Bardis Vorliebe galt der Monodie, einem neuen solistischen Gesangsstil, der die Oper vorbereitete. Er komponierte einen Satz der 1589 anlässlich der Hochzeit von Ferdinando I. de’ Medici mit Christine von Lothringen in Florenz aufgeführten Intermedien für La pellegrina und war auch für deren Gesamt-Thematik zuständig.
Von ihm stammt die wahrscheinlich vor 1590 geschriebene Abhandlung Discorso sopra la musica antica e' cantar bene. Sie wurde 1763 in Florenz gedruckt.
Außerdem veröffentlichte er 1580 eine Abhandlung über den Calcio Storico, eine frühe Form des Fußballspiels, die er Francesco I. de’ Medici widmete. In diesem Buch wird das neue Denken der Renaissance in den Leibesübungen deutlich, da nun das Ergebnis quantifizierbar wird („Tore entscheiden“) und es nicht nach dem Aussehen oder dem sozialen Rang der Spieler geht.